# هارولد فريدمان (رسام)
هارولد فريدمان (بالإنجليزية: Harold Freedman)‏ هو رسام أسترالي، ولد في 21 مايو 1915، وتوفي في 16 يوليو 1999.